# 路北街道 (衡水市)
路北街道，是中华人民共和国河北省衡水市桃城区下辖的一个乡镇级行政单位。

## 行政区划
路北街道下辖以下地区：
冀衡社区、宝力社区、京华社区、红光社区、鑫城社区、牛佐新村社区、石油社区、东风社区、衡板社区和金光社区。